# On the Night
On the Night je drugi album uživo (live album) britanskog rock sastava Dire Straits, izdan 1993. godine. Sadrži mnoge njihove kasnije hitove kao što su uspješni singlovi "Walk of Life" i "Money for Nothing". "On the Night" je kolekcija snimaka s dva različita koncerta tijekom svjetske turneje povodom albuma On Every Street.
Na albumu se jasno može čuti glazbeno umijeće svih članova grupe, a također donosi sve najbolje od Paula Franklina i njegove vještine sviranja na steel gitari kao i od Chrisa Whitea na saksofonu. Ova dva glazbenika su prethodno sudjelovala na albumu On Every Street, a On the Night značajnije ističe njihove talente.

## Video i DVD izdanja
Verzija na videotraci uključuje dodatne tri pjesme: "The Bug", "Solid Rock" i "Wild Theme" (s albuma glazbe za film Local Hero). Pjesma "The Bug" je smještena između pjesama "Romeo and Juliet" i "Private Investigations", dok su ostale dvije pjesme postavljene na kraj. Tri ispuštene pjesme su naknadno objavljene na EP izdanju Encores.
Koncert je naposljetku izdan u PAL-DVD formatu u Ujedinjenom Kraljevstvu, dok se u SAD-u može nabaviti u NTSC-DVD formatu putem uvoza iz Argentine.

## Popis pjesama
Sve pjesme je napisao Mark Knopfler, osim gdje je naznačeno.

### Album
1. "Calling Elvis"
2. "Walk of Life"
3. "Heavy Fuel"
4. "Romeo and Juliet"
5. "Private Investigations"
6. "Your Latest Trick"
7. "On Every Street"
8. "You and Your Friend"
9. "Money for Nothing" (Knopfler, Sting)
10. "Brothers in Arms"

### Video i DVD
1. "Calling Elvis"
2. "Walk of Life"
3. "Heavy Fuel"
4. "Romeo and Juliet"
5. "The Bug"
6. "Private Investigations"
7. "Your Latest Trick"
8. "On Every Street"
9. "You and Your Friend"
10. "Money for Nothing" (Knopfler, Sting)
11. "Brothers in Arms"
12. "Solid Rock"
13. "Local Hero - Wild Theme"

## Osoblje
- Mark Knopfler – gitara, vokali
- John Illsley – bas-gitara, prateći vokali
- Alan Clark – klavijature
- Guy Fletcher – klavijature, prateći vokali

### Dodatno osoblje
- Danny Cummings – udaraljke, prateći vokali
- Paul Franklin – steel gitara
- Phil Palmer – ritam gitara, prateći vokali
- Chris White – saksofon, flauta, prateći vokali
- Chris Whitten – bubnjevi

## Glazbene liste
Album On the Night je proveo 7 tjedana na glazbenoj listi Ujedinjenog Kraljevstva.

### Album
| Godina | Glazbena lista         | Pozicija |
| ------ | ---------------------- | -------- |
| 1993.  | Austrija               | 1.       |
| 1993.  | Nizozemska             | 2.       |
| 1993.  | Italija                | 3.       |
| 1993.  | Ujedinjeno Kraljevstvo | 4.       |
| 1993.  | Australija             | 5.       |
| 1993.  | Norveška               | 5.       |
| 1993.  | Švicarska              | 5.       |
| 1993.  | Švedska                | 14.      |
| 1993.  | SAD                    | 116.     |